# Gregorio Ferro
Gregorio Ferro (geb. 1742; gest. 1812) war ein spanischer Maler, Kupferstecher und Akademiedirektor. Er war ein Schüler von Anton Raphael Mengs.

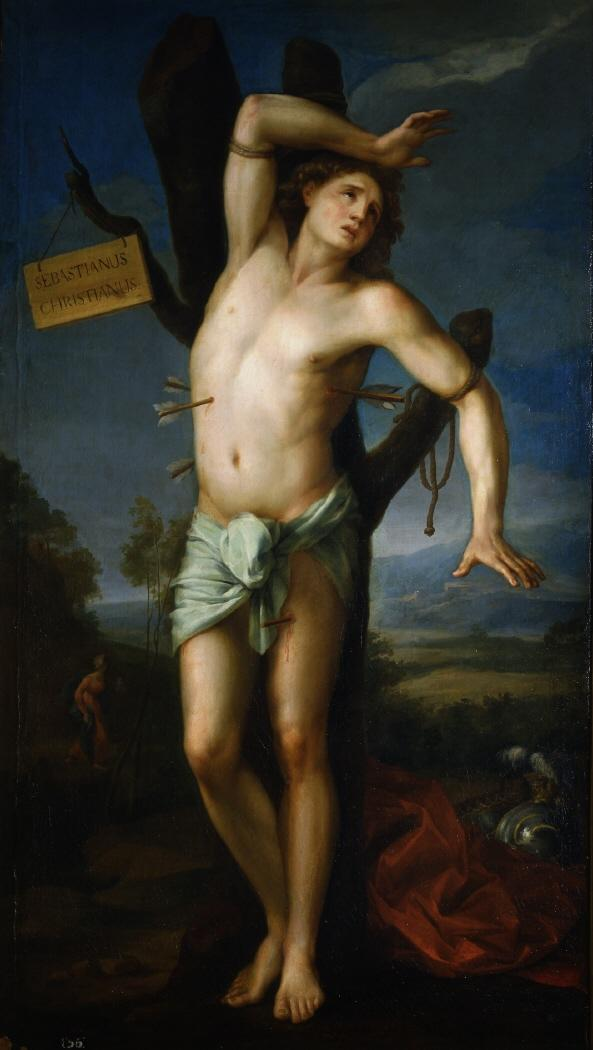
Martyrium des hl. Sebastian (Real Academia de Bellas Artes de San Fernando)

Gregorio Ferro gewann im Dezember 1764 den von der Real Academia de Bellas Artes de San Fernando (Königlichen Akademie der Schönen Künste von San Fernando) in Madrid ausgeschriebenen Wettbewerb um eine pensión de pintura  (Malerpension), an der der junge Goya erfolglos teilgenommen hatte.
Mit Persönlichkeiten wie José del Castillo, Antonio Carnicero (1748–1814), Bernardo Barranco (1738–1791) und sogar Goya war er Mitarbeiter an einer illustrierten Ausgabe von  Don Quijote der Real Academia Española (Königlichen Spanischen Akademie).